# Banksia incana
Banksia incana är en tvåhjärtbladig växtart som beskrevs av Alexander Segger George. Banksia incana ingår i släktet Banksia och familjen Proteaceae. Utöver nominatformen finns också underarten B. i. brachyphylla.